# Micrurus carinicauda
Micrurus carinicauda este o specie de șerpi din genul Micrurus, familia Elapidae. Conform Catalogue of Life specia Micrurus carinicauda nu are subspecii cunoscute.